# Kanton Mitry-Mory
Der Kanton Mitry-Mory ist seit 1982 ein französischer Wahlkreis im Arrondissement Meaux im Département Seine-et-Marne und in der Region Île-de-France; sein Hauptort ist Mitry-Mory.

## Gemeinden
Der Kanton besteht aus 19 Gemeinden mit insgesamt 65.368 Einwohnern (Stand: 1. Januar 2022) auf einer Gesamtfläche von 174,58 km²:
| Gemeinde                  | Einwohner 1. Januar 2022 | Fläche km² | Dichte Einw./km² | Code INSEE | Postleitzahl |
| ------------------------- | ------------------------ | ---------- | ---------------- | ---------- | ------------ |
| Compans                   | 821                      | 5,30       | 155              | 77123      | 77290        |
| Dammartin-en-Goële        | 11.508                   | 8,97       | 1.283            | 77153      | 77230        |
| Juilly                    | 2.031                    | 7,77       | 261              | 77241      | 77230        |
| Le Mesnil-Amelot          | 992                      | 9,84       | 101              | 77291      | 77990        |
| Longperrier               | 2.911                    | 4,63       | 629              | 77259      | 77230        |
| Marchémoret               | 614                      | 7,04       | 87               | 77273      | 77230        |
| Mauregard                 | 351                      | 8,67       | 40               | 77282      | 77990        |
| Mitry-Mory                | 20.393                   | 29,95      | 681              | 77294      | 77290        |
| Montgé-en-Goële           | 724                      | 11,56      | 63               | 77308      | 77230        |
| Moussy-le-Neuf            | 3.255                    | 14,81      | 220              | 77322      | 77230        |
| Moussy-le-Vieux           | 1.475                    | 7,19       | 205              | 77323      | 77230        |
| Nantouillet               | 303                      | 5,15       | 59               | 77332      | 77230        |
| Othis                     | 6.741                    | 13,04      | 517              | 77349      | 77280        |
| Rouvres                   | 1.021                    | 4,14       | 247              | 77392      | 77230        |
| Saint-Mard                | 3.853                    | 6,26       | 615              | 77420      | 77230        |
| Saint-Pathus              | 6.478                    | 5,36       | 1.209            | 77430      | 77178        |
| Thieux                    | 905                      | 12,07      | 75               | 77462      | 77230        |
| Villeneuve-sous-Dammartin | 612                      | 7,56       | 81               | 77511      | 77230        |
| Vinantes                  | 380                      | 5,27       | 72               | 77525      | 77230        |
| Kanton Mitry-Mory         | 65.368                   | 174,58     | 374              | 7712       | –            |

Bis zur Neuordnung bestand der Kanton Claye-Souilly aus den 13 Gemeinden Charmentray, Charny, Compans, Fresnes-sur-Marne, Gressy, Iverny, Messy, Mitry-Mory, Nantouillet, Le Plessis-aux-Bois, Précy-sur-Marne, Saint-Mesmes und Villeroy. Sein Zuschnitt entsprach einer Fläche von 101,67 km2. 

## Bevölkerungsentwicklung
| 1968   | 1975   | 1982   | 1990   | 1999   | 2006   |
| ------ | ------ | ------ | ------ | ------ | ------ |
| 16 266 | 17 649 | 17 342 | 20 792 | 23 520 | 25 661 |